# Ледиард, Джон
Джон Ледиард (Ледьярд, Левдар) (ноябрь 1751 — 10 января 1789) американский исследователь и авантюрист.

## Ранний период жизни
Ледьярд родился в Гротоне, штат Коннектикут, в ноябре 1751 года. Он был первым ребенком Абигейл Ледьярд и капитана Джона Ледьярда. Примерно через день после рождения ребенка его отец поднялся на борт своего корабля и отплыл со своим отцом в Вест-Индию. Три года спустя Ледьярд переехал к своему деду в Хартфорде, штат Коннектикут, где посещал школу. Его дедушка умер незадолго до того, как Ледьярду исполнилось 20 лет, в сентябре 1771 года.
Ледьярд недолго проучился в Дартмутском колледже (основанном за три года до его поступления), поступив в него 22 апреля 1772 года. В августе и сентябре того же года он уехал на два месяца без разрешения, возглавив посреди зимы экспедицию, и, наконец, окончательно бросил колледж в мае 1773 года. Самостоятельно выдолбил из ствола дерева собственное каноэ и в течение недели сплавлялся по реке Коннектикут до фермы своего деда. Сегодня Клуб каноэ его имени (англ. Ledyard Canoe Club) спонсирует ежегодный сплав на каноэ по реке Коннектикут в его честь. В конце концов он решил стать путешественником; «Я выделяю себе семь лет на прогулку», - писал он двоюродному брату. В качестве простого моряка Ледьярд отправился в годовое торговое плавание на Гибралтар, к Варварскому берегу и в Карибское море. Во время своего следующего рейса он сошел с корабля в Англии, но вскоре был призван в Королевский флот в качестве морского пехотинца. 

## Третье путешествие капитана Кука
В июне 1776 года Ледьярд присоединился к третьему и последнему путешествию капитана Джеймса Кука в качестве морского пехотинца. Экспедиция продолжалась до октября 1780 года. В течение этих четырех лет два ее корабля бросали якорь на Сандвичевых островах, мысе Доброй Надежды, на островах Принца Эдуарда у Южной Африки, на островах Кергелен, в Тасмании, Новой Зеландии, на островах Кука, Тонга, Таити и затем на Гавайях (которые впервые описаны этой экспедицией). Достигнув северо-западного побережью Северной Америки,  Ледьярд стал, возможно, первым гражданином США, который высадился на западном побережье. Далее экспедиция проследовала вдоль Алеутских островов и Аляски, прошла Берингово море и вернулась на Гавайи, где Кук был убит. Обратный рейс снова проходил вдоль Камчатки, Макао, Батавии (ныне Джакарта), вокруг мыса Доброй Надежды и обратно в Англию.
Все еще оставаясь морским пехотинцем в британском флоте, Ледьярд был направлен в Канаду для оказания сопротивления повстанцам в ходе американской революции. Вместо этого он дезертировал, вернулся в Дартмут и начал писать « Дневник последнего путешествия капитана Кука» (англ. Journal of Captain Cook's Last Voyage). Книга была опубликована в 1783 году, через пять лет после того, как он посетил Гавайи, и стала первым произведением, защищенным авторским правом в Соединенных Штатах. (де-факто - правом штата Коннектикут; федеральное авторское право было введено на федеральном уровне в 1790 году. ) Сегодня эта работа считается первой публикацией о Гавайях, напечатанной в Америке. Полный перевод этого дневника Джона Ледьярда о последнем путешествия капитана Кука на русский язык был впервые опубликован в 2021 году.

## Пушная торговля
Когда Ледьярд понял, что за мех каланов с северо-запада США можно выручить в Макао очень хорошие деньги, он в начале 1780-х годов решил добиться создания компаний для пушной торговли. Ледьярд предложил обменивать пушнину на китайский шёлк и фарфор, которые затем можно было продавать в Соединенных Штатах. Хотя его партнёрство с филадельфийским финансистом Робертом Моррисом не было успешным, оно заложило основу последующей торговли с Китаем.
В июне 1784 года Ледьярд покинул Соединённые Штаты, чтобы найти инвесторов в Европе. В Париже он сотрудничал с Джоном Полом Джонсом, однако это предприятие также сорвалось.

## Вокруг света по суше, Россия
В Париже Ледьярд разработал удивительно смелый план исследования новых земель при поддержке Томаса Джефферсона, тогда американского посла, и при финансовой поддержке маркиза де Лафайета, ботаника Джозефа Бэнкса и зятя Джона Адамса Уильяма Смита. Джефферсон предложил, чтобы Ледьярд исследовал американский континент, пройдя по суше через Россию, переправившись через Берингов пролив и направляясь на юг через Аляску, а затем через американский запад к Вирджинии. 
Ледьярд покинул Лондон в декабре 1786 года и проехал через всю Россию. Прибыл в Санкт-Петербург летом 1787 года после изнурительного семинедельного путешествия из Стокгольма, пройдя около 3 тыс. км пешком. Он выехал из Санкт-Петербурга в июне 1787 года, проехал через Москву, Екатеринбург, Омск, Томск, Иркутск и Киренск, достигнув Якутска спустя 11 недель. Здесь он остановился на зимовку, но затем вернулся в Иркутск, чтобы присоединиться к более крупной экспедиции во главе со своим приятелем Джозефом Биллингсом (участником экспедиции Кука). Достигнув Иркутска, встречался с Г. И. Шелиховым, в беседе с которым проявил слишком явное любопытство, чем вызвал подозрение у последнего, доложившего о содержании беседы и ее характере иркутскому губернатору И. В. Якоби (ноябрь 1787). В феврале 1788 года Ледьярд был арестован как английский шпион по приказу императрицы Екатерины Великой, возвращен в Москву примерно по его первоначальному маршруту, а затем выслан через Польшу и выдворен через западную границу со строгим предупреждением, «чтоб он впредь не осмеливался являться нигде в пределах империи нашей».

## Африканская экспедиция, кончина
Вернувшись в Лондон, Ледьярд узнал о создании т. н. Африканской ассоциации, выступавшей за изучение внутренних районов Африки (англ. Association for Promoting the Discovery of the Interior Parts of Africa), и занялся набором участников экспедиции. Ледьярд предложил экспедиции маршрут от Красного моря к Атлантическому океану. Он прибыл в Александрию в августе 1788 года, но экспедиция собиралась медленно.
В конце ноября 1788 года Ледьярд случайно отравился витриоловой кислотой и скончался в Каире 10 января 1789 года. Джон Ледьярд был похоронен в песчаных дюнах у реки Нил, в скромно отмеченной могиле, местонахождение которой сегодня не известно.

## Избранные произведения
- The Last Voyage of Captain Cook: The Collected Writings of John Ledyard, ed. James Zug, National Geographic Adventure Classics, National Geographic Society, 2005.
- Journey through Russia and Siberia. 1787–1788, The Journal and Selected Letters (1966).

## Справочные материалы
- Ледиард (Ледьярд, Левдар) Джон // Иванян Э. А. Энциклопедия российско-американских отношений. XVIII-XX века. — Москва: Международные отношения, 2001. — 696 с. — ISBN 5-7133-1045-0.
- Chisholm, Hugh, ed. (1911). Ledyard, John . Encyclopædia Britannica (11th ed.). Cambridge University Press.
- Laughton, John Knox. Ledyard, John // Dictionary of National Biography (англ.). — London: Smith, Elder & Co, 1892. — Vol. 32.